# خورشیدگرفتگی ۱۴ اکتبر ۲۰۴۲
خورشیدگرفتگی ۱۴ اکتبر ۲۰۴۲ (به انگلیسی: Solar eclipse of October 14, 2042) یک خورشیدگرفتگی از نوع خورشیدگرفتگی حلقه‌ای است. این خورشیدگرفتگی در تاریخ ۱۴ اکتبر ۲۰۴۲ میلادی (‎۲۲ مهر ۱۴۲۱ خورشیدی) روی خواهد داد که زمان اوج آن، ساعت ۲:۰۰:۴۲ به‌وقت ساعت هماهنگ جهانی است. مدت زمان و طول این خورشیدگرفتگی ۷ دقیقه و ۴۴ ثانیه خواهد بود.